# Joseph Hahn (Lyriker)
Joseph Hahn (geboren 20. Juli 1917 in Bergreichenstein, Österreich-Ungarn; gestorben 31. Oktober 2007 in Middlebury (Vermont)) war ein deutsch-amerikanischer Maler und Lyriker.

## Leben
Joseph Hahn wuchs als Sohn eines Volksschullehrers und Schulleiters und einer Lehrerin im südmährischen Pohrlitz in der Tschechoslowakei auf. Er besuchte die Realschule in Brünn und schloss dort Freundschaft mit Peter Kien. 1935 begann er ein Lehramtsstudium an der Universität Brünn und folgte 1937 Kien an die Akademie der Bildenden Künste in Prag. Ein geregeltes Studium war aber schon nicht mehr möglich, da seine Familie bei der von den Deutschen erzwungenen Lösung der Sudetenfrage 1938 als Juden ins tschechische Brťoví fliehen mussten. Nach dem deutschen Einmarsch in die Tschechoslowakei im März 1939 konnte Hahn am 2. August mit der Genehmigung der Zentralstelle für jüdische Auswanderung in Prag und einem britischen Permit aus dem Protektorat Böhmen und Mähren nach England fliehen. Seine Eltern und auch fast alle Verwandten wurden Opfer des Holocaust. Seine Eltern wurden am 1. Oktober 1944 nach Theresienstadt deportiert, wo seine Mutter Frieda Hahnová am 23. Februar 1944 starb. Sein Vater Siegfried Hahn wurde am 28. September 1944 nach Auschwitz deportiert.
Da die Weiterfahrt nach Palästina seit dem Kriegsausbruch blockiert war, arbeitete Hahn in England als Fabrikarbeiter und Bauernknecht, bis er 1944 einen Studienplatz an der nach Oxford evakuierten Slade School of Fine Art erhielt. Im April 1945 besorgte ihm seine Brünner Jugendfreundin, die in die Vereinigten Staaten geflohene Olga Kleinmünz, ein Visum für die USA, die beiden heirateten im Juni. Sein Kunststudium an der Art Students League of New York, an der er George Grosz kennenlernte, wurde durch die Arbeit seiner Frau finanziert. Da diese aber 1949 an Multipler Sklerose erkrankte, musste Hahn in New York City im Brotberuf nun als Foto-Retuscheur arbeiten, was ihm neben der Pflege seiner Frau, die 1978 verstarb, kaum noch Zeit ließ, so dass er das Malen aufgab und anfing zu zeichnen. Hahn hatte eine Doppelbegabung und schrieb sechzig Jahre lang Lyrik. Auch in der Emigration blieb er, obwohl er diese Sprache auch in der Familie nicht mehr sprach, dem Schreiben in der deutschen Sprache verhaftet. Im Jahr 1989 zog Hahn mit seiner zweiten Frau, der Malerin Henriette Lerner (1924–2008), nach Middlebury und tauschte die von ihm als Bedrohung empfundene Großstadt mit der ländlichen Idylle. 
Hahns Werk werde durch vier große Themen gekennzeichnet: „die Gefahr der Vernichtung durch das Atom; die Zerstörung der Umwelt; den Holocaust; und die Grausamkeit des Menschen den Tieren gegenüber.“ Sein zeichnerisches Werk hat bislang eine größere internationale Beachtung gefunden als die Gedichte und die kurzen Prosatexte. Die Ausgaben seiner Gedichtbände sind mit eigenen Zeichnungen illustriert. 
Hahn wurde postum zum Ehrenmitglied des Exil-P.E.N. ernannt. Ihren Besitz hat das Ehepaar Hahn Organisationen gestiftet, die ihre humanistischen Werte vertreten. Hahns künstlerischer Nachlass wird vom Germanisten Wolfgang Mieder betreut.

## Schriften (Auswahl)
- Gedichte und fünf Zeichnungen. Bern: Francke Verlag, 1987.
- Eklipse und Strahl. Gedichte mit zehn Zeichnungen. Paderborn: Igel Verlag, 1997.
- Holocaust Poems 1965–1975. Translated by David Scrase. Burlington, Vermont: The Center for Holocaust Studies, University of Vermont, 1998.
- Die Doppelgebärde der Welt. Gedichte, Prosa, Zeichnungen. Herausgegeben von Thomas B. Schumann. Mit einem Nachwort von Wolfgang Mieder und David Scrase. Hürth bei Köln und Wien: Edition Memoria, 2004.